# Šipad (budova)
Budova Šipad Export Import (bosensky Zgrada Šipad Export Import) je modernistická budova v hlavním městě Bosny a Hercegoviny, Sarajevu. Nachází se na adrese Maršala Tita 15. Název budovy vychází z názvu původní státní společnosti Šipad, která v ní v době existence socialistické Jugoslávie sídlila. Ta se zabývala zpracováním dřeva.
Třípatrový kancelářský blok je orientován k ulici Maršala Tita. Nápadný je nejen kvůli dělení oken svislými liniemi, ale také díky pilířům v přízemí, které mají tvar písmene V. Okolo nich se nachází veřejný prostor. Budova patří k typickým ukázkám jugoslávské architektury 50. let 20. století v Sarajevu. Architektem budovy byl Tihomir Ivanović a inspiroval se jí i další jugoslávský architekt, Ivan Štraus.
K budově kromě tří pater patří ještě část dvora. Celková podlahová plocha kanceláří a dalších místností bloku činí 1 449,19 m2.
Budova patřila státní společnosti, později připadla vládě Bosny a Hercegoviny. Ta se ji pokoušela v roce 2013 neúspěšně zprivatizovat. Jednalo se o symbol neúspěšného prodeje státního majetku v balkánské zemi. V roce 2015 byla prodána bance BBI.